# Дейвид Бъртка
Дейвид Бъртка (на английски: David Burtka) е американски актьор, певец, телевизионен репортер, готвач и собственик на компания за организиране на празненства и доставка на храна от полски произход.

## Биография
Роден е на 29 май 1975 г. в Диърборн, Мичиган.
Дейвид Бъртка има роли в театъра и в телевизията, като гостува в известни сериали, сред които „Западното крило“, „Среща с Джордан“, „От местопрестъплението: Ню Йорк“ и „Как се запознах с майка ви“.
От 2009 г. ръководи компания за организиране на празненства и доставка на храна със седалище в Лос Анджелис.
От април 2023 г. Бъртка играе в театралната пиеса „Бог на касапницата“ на Ясмина Реза, режисирана от Николас Висели.

## Личен живот
През 2014 г. се омъжва за актьора Нийл Патрик Харис. Двамата имат близнаци, родени през 2010 г. чрез сурогатно майчинство.

## Избрана филмография
- „24 нощи“ (1999)
- „Западното крило“ (2002)
- „Среща с Джордан“ (2005)
- „Как се запознах с майка ви“ (2006 – 2014, 7 епизода)
- „Шофиране под влиянието на алкохол“ (2007)
- „От местопрестъплението: Ню Йорк“ (2007)
- „Коледа с Харолд и Кумар“ (2011)
- „Зловеща семейна история: Фрийк шоу“ (2015)
- „Скъсали“ (2022)

## Театрални пиеси
- „Козата или коя е Силвия?“ от Едуард Олби (2002)
- „Джипси“ от Артър Лоренц (2003 – 2004)
- „Противоположния пол“ от Дъглас Джей Коен (2006)[1]
- „Трябваше да бъдеш ти“ от Брайън Харгроув (2015)
- „Бог на касапницата“ от Ясмина Реза (2023)